# De Noord (Schiedam)
De Noord aan de Noordvest 38 is met 33,3 meter de hoogste molen van de vijf Schiedamse molens, en de hoogste ter wereld. Sinds 3 maart 2006 staat er in Schiedam De Nolet, een windturbine opgebouwd als een traditionele Schiedamse molen die hoger is.
De eerste stenen windmolen op deze plaats - genaamd De Noort Moole - is gebouwd in 1707 als een vervanging voor de houten standerdmolen uit rond 1400. In 1803 wordt de oude molen afgebroken en daarna dichter bij de waterkant herbouwd, als de 'nieuwe' huidige molen De Noord. De stichtingsstenen van beide molens zijn onder elkaar in de muur gemetseld. De molen maalde mout voor de Schiedamse branderijen. In het begin van de 20e eeuw wordt er in de molen veevoeder (en later tarwemeel voor de bakkers) gemalen. In de jaren 30 wordt geen gebruik meer gemaakt van windaandrijving. Het bovendeel van de molen - de kap, het wiekenkruis, het staartwerk en de balie - wordt in 1937 verwijderd, zodat een peperbus met twee zolders overblijft.
Rond 1955 koopt de gemeente Schiedam de peperbus terug om hem weer tot een maalvaardige molen te restaureren. De restauratie (in twee fasen, rond 1962 en 1971) richtte zich meer op de verwijderde delen (kap, staartwerk, wiekenkruis en balie) dan op het overige gebouw (inrichting, maalwerk). In de jaren ’70 kon er weer graan op de wind gemalen worden. Na de restauratie wordt in de molen een proeflokaal geopend - nu een restaurant.
Naast de molen ligt een historische spoelingschuit.

## Zie ook

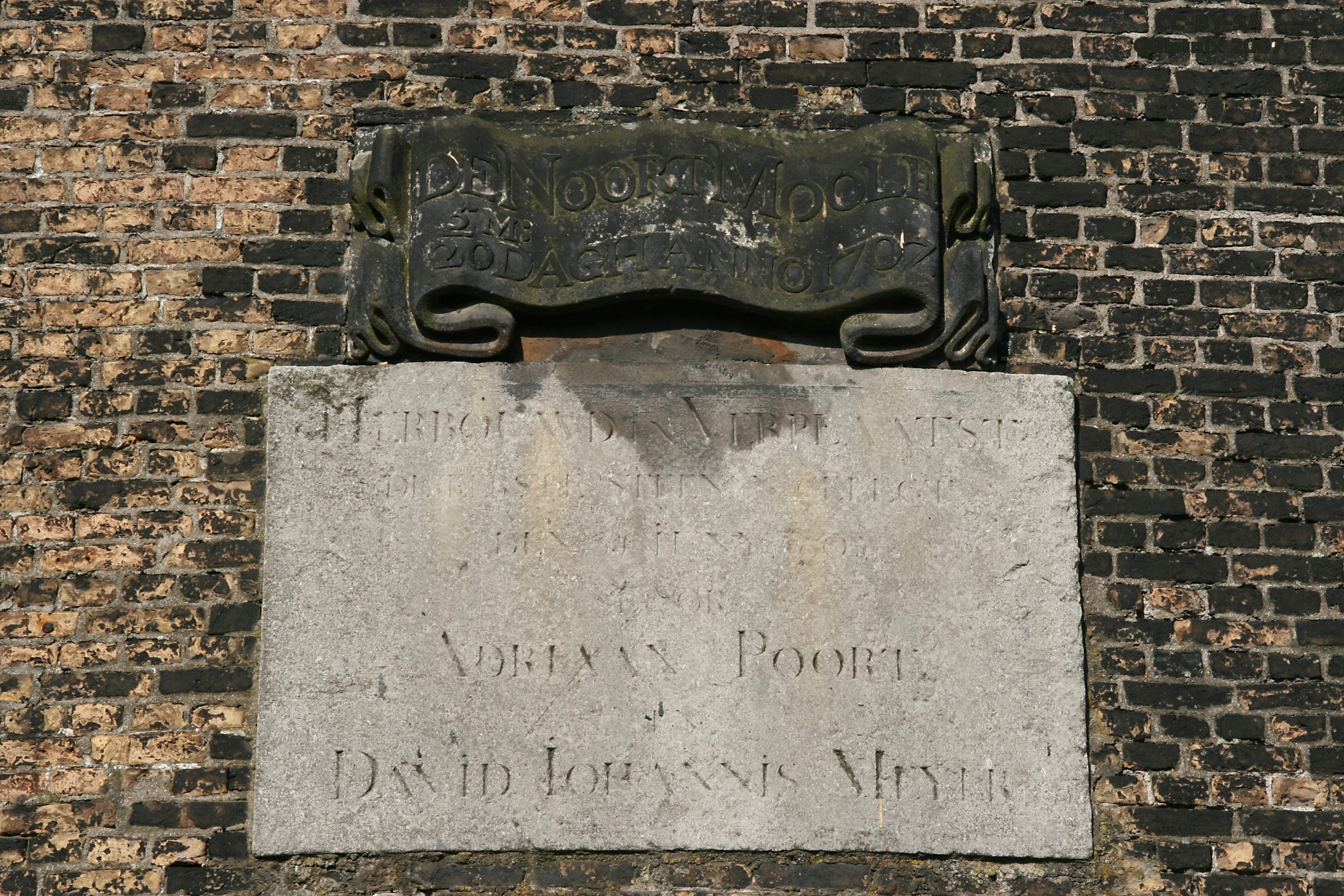
Gevelstenen van "De Noort Moole" en "De Noord Molen"